# Pintade de l’Ardèche
 (janvier 2021).
La pintade de l’Ardèche est une volaille élevée en plein air, dans le département de l'Ardèche. 

## Généralité
La pintade de l’Ardèche est un oiseau de l'ordre des galliformes, qui présente un plumage gris, des pattes également grises. L'élevage des pintades de l'Ardèche fait l'objet d'une IGP, depuis le 24 mai 2008. 

### Aire d'appellation
La zone de production est délimitée : au nord par la rivière du Gier, au sud par route nationale 102 (RN 102), à l'est par le Rhône, et à l'ouest par la Loire.

## Caractéristique
De plumage gris, ses pattes sont également grises, les pintades de l'Ardèche se caractérisent par une viande ferme, peu grasse, un goût intense et une coloration foncée de la chair. Les carcasses de classe A (sans trace de sang ni griffures) sont les seules à être commercialisées entières. En cas de commercialisation en pièce, après découpe, celle-ci est exclusivement manuelle. 

## Élevage
L'élevage des pintades de l'Ardèche se fait en plein air, sur un sol naturellement recouvert de gravillons, avec un accès libre à un parcours arboré. Elles sont nourries avec une alimentation composée à 100 % de végétaux, minéraux et vitamines, dont, en phase d’engraissement, 80 % minimum de céréales. Les pintades élevées sont de souches rustiques, à croissance lente permet l’abattage des pintades à un âge proche de la maturité sexuelle.
Certaines clauses du cahier des charges de l'IGP peuvent faire l'objet d'une suspension temporaire pour des motifs sanitaires, comme en novembre 2023 afin de lutter contre la propagation du virus influenza aviaire hautement pathogène (IAHP).

## Abattage
Une durée de 94 jours d'élevage minimum, ainsi qu'un poids minimum de 1,9 kg, est requis pour procéder à l'abattage.

## Sources
- Fiche INAO